# Tailandia en los Juegos Olímpicos de Barcelona 1992
Tailandia estuvo representada en los Juegos Olímpicos de Barcelona 1992 por un total de 46 deportistas, 23 hombres y 23 mujeres, que compitieron en 9 deportes.

## Medallistas
El equipo olímpico tailandés obtuvo las siguientes medallas:
| Nombre          | Deporte | Competición |
| --------------- | ------- | ----------- |
| Oro             |         |             |
| —               |         |             |
| Plata           |         |             |
| —               |         |             |
| Bronce          |         |             |
| Arkhom Chenglai | Boxeo   | 67 kg M     |